# Армфельт, Густав Мориц
Барон, затем (1812) граф Гу́став Мо́риц (Маври́кий) А́рмфельт (швед. Gustaf Mauritz Armfelt; 31 марта 1757 Тарвасйоки, Марттила —19 августа 1814 Царское Село, Петербург) — шведский государственный деятель, придворный и дипломат эпохи Просвещения. Генерал от инфантерии.
В качестве фаворита Густава III был одной из ключевых фигур культурной и политической жизни Швеции 1780-х годов. В 1786-1794 годах возглавлял Шведскую академию. За три года до смерти перешёл на русскую службу (под именем Густав-Маврикий Максимович Армфельт), получил чин генерала от инфантерии и стал советником Александра I по финляндским вопросам. В этом качестве повлиял на решение императора предоставить Финляндии широкую автономию в качестве великого княжества Финляндского.

## Биография

### Происхождение
Происходил из благородного рода Армфельтов. Его прадед Карл Густав Армфельт командовал военными силами Швеции, расквартированными в Финляндии.
Густав родился 31 марта 1757 года, крещён 1 апреля, причём последняя дата иногда ошибочно приводится как дата его рождения. Был первенцем у четы Магнуса Вильгельма Армфельта и Марии Веннерштедт. Его отец был военным и в молодости участвовал в битве при Вильманстранде. Позже он поступил на французскую военную службу и в составе армии Морица Саксонского воевал во Фландрии. По возвращении в Швецию его отец получил звание генерал-майора и был назначен губернатором Або (ныне Турку). После назначения отца губернатором семья некоторое время жила в резиденции губернатора под названием Юва в окрестностях Або. Несколько позже они приобрели усадьбу Оминне, которая оставалась родовым гнездом Армфельтов до 1925 года.
При рождении Армфельт получил только имя Густав, в семье его называли «Гёста». Имя Мориц отец дал ему позже — в качестве дани уважения своему бывшему командиру Морицу Саксонскому.

### Ранние годы
Начальное образование Густав получил в домашних условиях у гувернёра, затем для продолжения обучения был отправлен в Або, где завершил получение среднего образования в 1770 году. Отучившись год в Королевской академии Або, в 1771 году поступил в военно-морское училище в Карлскруне. После её окончания он некоторое время служил в Стокгольме в звании лейтенанта в составе королевских телохранителей, но из-за участия в дуэли, опасаясь гнева правящего короля, был вынужден покинуть страну.
В 1778 году Армфельт — в то время адъютант Г. М. Спренгтпортена — отправился в путешествие по Европе. В этот период времени он жил в Санкт-Петербурге, Варшаве и Берлине, где некоторое время состоял на службе в армии Фридриха II. Во время пребывания в Страсбурге и Париже познакомился с теориями Вольтера и узнал о поддерживаемых Францией североамериканских повстанцах. Он даже просил французское правительство отправить его в Северную Америку на помощь Вашингтону, но получил отказ.

### Фаворит Густава III

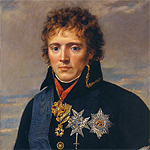
Портрет Густава Армфельта в молодости.

Густав III познакомился с Армфельтом в 1780 году на курорте Спа. Довольно скоро он стал близким другом короля, принимал участие в переговорах с Россией в 1783 году, сопровождал короля во время его поездки в Италию в 1783—1784 годах. Побывав за время путешествия в Риме, Неаполе и Париже, король и Армфельт посетили множество театральных и оперных представлений. Эта поездка укрепила реноме Густава как «просвещённого монарха», но дорого обошлась казне. Рядовые шведы упрекали короля в расточительности.
Дружба с королём принесла Армфельту многочисленные титулы и звания: капитана лейб-гвардии кронпринца Густава Адольфа (1781), обер-камер-юнкера (1783), членство в Королевской академии музыки, которую он возглавлял до 1792 года. В 1787 году получил назначение генерал-адъютантом и полковником Нюландского пехотного полка, сменив на этой должности своего дядю, Карла Густава Армфельта.
При королевском дворе Армфельт был в первую очередь распорядителем всех дел, связанных с театром. Он, сотрудничая с сатириком Карлом Израилем Халльманом, выступал в качестве автора пьес, постановщика, иногда даже актёра. Из его театральных постановок особенно успешной была музыкальная костюмная комедия «Шанс для вора» (Tillfälle gör tjuven), которая впервые была поставлена в 1783 году в Ульриксдальском придворном театре. Исполнив одну из главных ролей, Армфельт продемонстрировал свои актёрские способности. Эта постановка считается отправной точкой развития лёгкого музыкального театра в Швеции.
В 1786 году Армфельт был назначен директором Королевской оперы, а два года спустя возглавил Королевский драматический театр. В 1786 году под впечатлением от увиденного в Европе король основал Шведскую академию. Армфельт был единогласно избран в число первых её 18 членов, утверждён лично королём Густавом III и в возрасте 29 лет стал самым молодым из академиков. При дворе Армфельт имел репутацию вспыльчивого, импульсивного и взбалмошного человека, однако расположение к нему монарха защищало его от многочисленных интриг.
Имея воинское звание, Армфельт участвовал в Русско-шведской войне 1788—1790 годов, во время которой разгромил русскую армию в бою у Керникоски, а в сражении при Савитайпале 4 июня 1790 года был тяжело ранен в плечо. Монарх также высоко оценил то, что Армфельт не принял участия в так называемом Аньяльском мятеже шведского офицерства, стремившегося к прекращению войны. В провинции Даларна он руководил набором 1800 добровольцев для участия в боевых действиях против вторгнувшихся в страну датчан (союзников России), которые создавали угрозу Гётеборгу. В 1789 году король на заседании парламента в благодарность за победу на этом направлении пожал Армфельту руку.
Даже в тот период, когда большинство дворян были готовы отречься от короля, Армфельт оставался верен ему. После войны он получил звание генерал-майора и стал кавалером ордена Серафимов, одновременно занимая в 1791—1792 годах должность канцлера Королевской академии Або. Какого-либо значительного участия в политической жизни он не принимал с этого времени и до 1790 года, когда возглавил шведскую делегацию на мирных переговорах с Россией в Вереле 14 августа 1790 года, при этом ещё не оправившись от раны.
За заключение Верельского мирного договора Екатерина II пожаловала Армфельта российскими орденами Александра Невского и Андрея Первозванного, а также бриллиантовой табакеркой с 3000 червонцев. Не постеснялся он принять от русского двора и секретный вексель на 10000 рублей.

### Заговор Армфельта

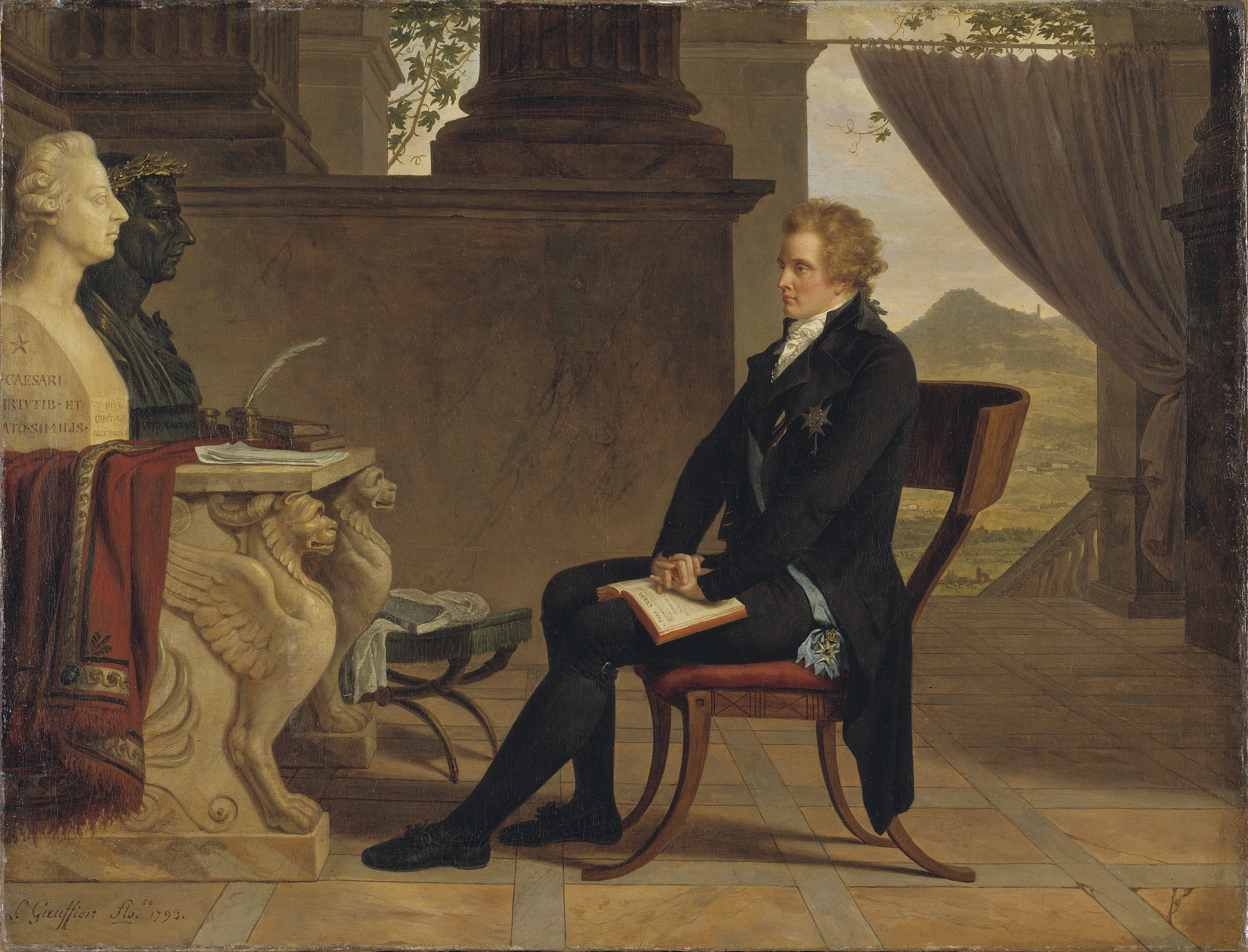
Армфельт во Флоренции. Картина 1793 года.

После убийства Густава III (26 февраля 1792 года) Армфельт оказался во главе «густавианской оппозиции» к барону Густаву Рейтергольму, обладавшему большой властью в период регентства при наследном принце. Чтобы отдалить бывшего фаворита от стокгольмского двора, Рейтергольм уже 1 сентября 1792 года назначил Армфельта послом в Неаполе при дворе Фердинанда IV, хотя сам Армфельт до этого пытался выхлопотать себе должность губернатора шведской Померании.
Раздражённый Армфельт считал, что регентство противоречит последней воле Густава III (который якобы на смертном одре просил его позаботиться о малолетнем сыне). Благодаря поддержке Екатерины II он надеялся добиться смещения Рейтергольма  и по прибытии в Неаполь завязал переписку с русскими дипломатами. О своих планах по утверждению нового правительства, в котором ещё несовершеннолетний наследный принц имел бы реальное влияние, Армфельт писал своей фаворитке Магдалене Руденшёльд и Йохану Эренстрёму.
Разветвлённая шпионская сеть Рейтергольма раскрыла планы Армфельта (по традиционной версии, его жена поручила служанке закопать секретную переписку в саду, а та вместо этого продала бумаги агентам Рейтергольма). Регент планировал взять его под стражу прямо в Неаполе, для чего направил на юг своих агентов. Неаполитанский король, однако, согласился предоставить Армфельту временное убежище в своих владениях. С помощью королевы Каролины (находившейся в изгнании в Великобритании) семье Армфельта удалось бежать на корабле в Россию, где Екатерина II назначила ему пенсию и поселила в Калуге.
Рейтергольму удалось убедить королевский совет, что Армфельт замышлял тайком вывезти наследного принца из Швеции в Россию. Его имущество в Стокгольме было конфисковано, а Апелляционный суд Свеаланда в 1794 году заочно приговорил его к смертной казни за предательство. Графиня Магдалена Руденшёльд, объявленная его сообщницей, была публично высечена и прикована цепями к позорному столбу на площади Риддархус и также приговорена к смертной казни, которую затем заменили пожизненным заключением; через два года она вышла на свободу.
Местонахождение Армфельта, выдачи которого домогалось шведское правительство, не афишировалось. Его жена тщетно просила Павла Петровича принять его на российскую службу, что позволило бы семье перебраться из провинции в столицу. Три года Армфельт прожил в Калуге по подложным документам «фармацевта Брандта, гражданина Швейцарии» и лишь в 1797 году объявился в Дрездене и Берлине. Последующие два года гостил в имениях бывшего курляндского герцога Петра Бирона в Силезии и Богемии; к этому времени относится его роман с женой герцога и с его дочерью Вильгельминой.

### На службе Густава Адольфа
После того как Густав IV Адольф достиг совершеннолетия и взял власть в свои руки, приговор в отношении Армфельта был в ноябре 1799 года отменён, прежние титулы и награды были ему возвращены, а его карьера вновь пошла вверх.  В 1800 году он вновь вступил на шведскую службу, а его жена была назначена воспитательницей королевских детей. В 1802—1804 годах занимал пост посла в Вене, но был вынужден уйти в отставку из-за внезапного изменения в отношениях между австрийским двором и Наполеоном.
В 1805 году Армфельт непродолжительное время занимал  пост генерал-губернатора Финляндии. В 1809 году стал президентом шведской Военной коллегии и в этом же году возглавил военную академию. В это время курировал возвращение шведских войск в Померанию.
Во время неудачных боевых действий 1805-07 годов Армфельт служил военным комендантом Померании и главнокомандующим Западной армии. Он проявил себя как неплохой военачальник — сдерживал, сколь было возможно, французское завоевание герцогства, в 1808 году руководил боевыми действиями на территории Норвегии против датской армии — но крупных успехов не достиг из-за противоречивых приказов командования и значительного превосходства противника как в численности, так и в организации снабжения. В конце концов он был переведён на русский фронт, где действовал не слишком успешно.
В 1810 году был отправлен в отставку из-за скандала, вызванного оглаской его связи с графиней Пипер.

### Возвращение в Финляндию

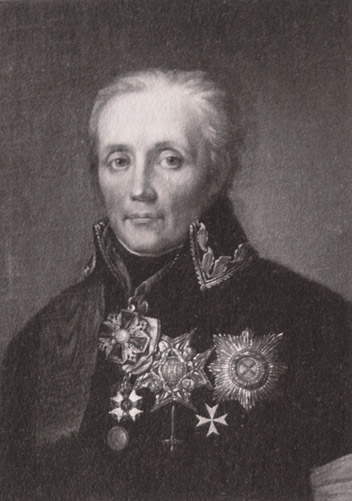
Портрет Густава Армфельта в пожилом возрасте.

В 1810 году, после отречения Густава Адольфа и проигранной шведами войны с Россией Армфельт не смог найти общий язык с регентом Карлом и смириться с тем, что наследником шведского престола был объявлен наполеоновский генерал Бернадот. Будучи изгнан регентом из столицы, Армфельт принял решение обосноваться в своём поместье на юге Финляндии.
Поскольку по итогам последней войны Финляндия была присоединена к Российской империи, многие финские помещики решили перейти на службу к Александру Павловичу. В переписке с другими землевладельцами Финляндии барон Армфельд поднимал вопрос о национальной идентичности в духе максимы: «Мы больше не шведы, русскими стать не можем, поэтому отныне будем считать себя финнами». Так, в 1811 году он пишет другу:
Император готов принять нас как финнов. Во имя всего святого, давайте осуществим предначертанное.
Присягу верности Армфельд принёс в российском посольстве в Стокгольме 31 марта 1811 года, а на следующий день отбыл на восток, фактически в изгнание. В Швеции он был объявлен беглецом и изменником, вновь приговорён к смертной казни и исключён из Шведской академии (в которой был восстановлен за 6 лет до этого). Правда, этот приговор был отменён уже в следующем году, когда состоялось заключение союзного договора между Россией и Швецией.
В конце 1811 года Армфельт всё ещё намеревался удалиться с арены общественной жизни, уединившись с семьёй в своём имении. Однако Александр I видел в нём ценного советника по финским вопросам и 10.03.1812 присвоил ему звание генерала от инфантерии. С июня 1812 года Армфельт состоял при особе императора и должен был присутствовать на заседаниях Государственного совета. Он стал наиболее влиятельным лоббистом интересов финляндских землевладельцев при царском дворе:
После вторжения Наполеона в Россию генерал Армфельт принимал участие в известном военном совете в Дрисском укреплённом лагере, откуда вместе с императором отбыл в Санкт-Петербург. В сентябре 1812 года отправился по приказу монарха в Стокгольм, где участвовал в подготовке текста союзного договора, и в том же месяце (6 сентября) был удостоен графского достоинства Российской империи. В июле 1813 года прибыл в штаб Северной армии, находившейся под командованием Карла Юхана, и сражался при Гросс-Беерене, Денневице, под Лейпцигом, но в скором времени был выслан в Россию «за интриги».
Политический вес Армфельта возрос после опалы не любившего его Сперанского, к которой он и сам приложил руку. Армфельт убедил Александра I оставить в действии шведский закон 1734 года о Финляндии, утвердив присоединённую территорию в статусе автономного великого княжества Финляндского. В 1812 году он рекомендовал императору включить в состав великого княжества Выборгскую губернию, или так называемую Старую Финляндию, а столицу перенести  из Або в Гельсингфорс (ныне Хельсинки). Эти решения были утверждены императором, что привело, в частности, к освобождению крестьян Старой Финляндии от навязанной им в предыдущие годы крепостной зависимости. По совету Армфельта император признал присоединение Норвегии к Швеции в 1814 году.
Армфельт стал председателем Комитета по финляндским делам (учреждён в конце 1811 года), генерал-губернатором Финляндии (непродолжительное время в 1812—1813 годах), а также участвовал в учреждении в 1812 году Финляндского сената и в том же году стал канцлером Императорской академии Або (бывшая королевская академия), исполняя эти обязанности до конца жизни.
10 марта 1813 года был пожалован званием генерала, состоящего при Особе Его Величества.

### Смерть и память
Армфельт страдал от проблем с сердцем, которые обострились из-за полученного на войне ранения. После периода постепенного ухудшения здоровья он скончался 14 августа 1814 года в Царском Селе в возрасте 57 лет. Российский император приказал устроить его торжественное отпевание, которое состоялось 25 августа в Финской церкви Санкт-Петербурга. Гроб с телом Армфельта был затем доставлен на военном корабле в Або, где после пышной траурной церемонии он был похоронен в фамильном склепе рядом с церковью Халикко. 

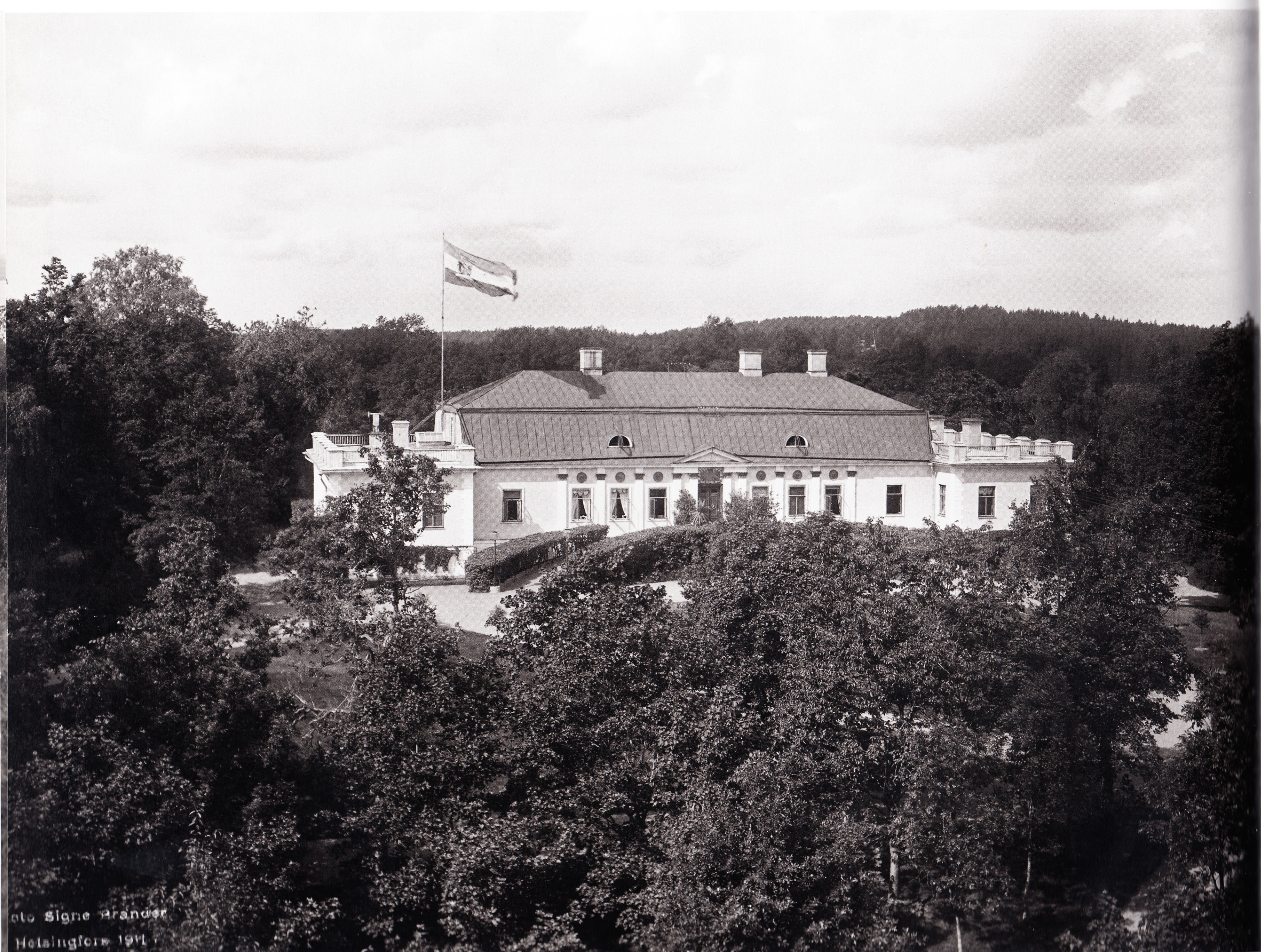
Родовая усадьба Армфельтов — Оминнe на западе Финляндии. Ныне владение генерального директора компании Sampo.

Армфельт был удостоен посмертных почестей в Санкт-Петербурге и Або, тогда как в Швеции его смерть предпочли не заметить. В 1830 году в Стокгольме были выпущены автобиографические «Документы, относящиеся к истории Швеции», а в 1880-е годы Элоф Тегнер подготовил и издал его биографию в трёх томах. Советским читателям о перипетиях жизни Армфельта поведал В. Пикуль в исторической миниатюре «Судьба баловня судьбы».

## Личная жизнь
Г. М. Армфельт 7 августа 1785 года сочетался браком в Дротнингхольмском дворце, в присутствии короля, с графиней Гедвигой Ульрикой Делагарди (1761—1832), внучкой Магнуса Юлиуса Делагарди, племянницей Евы Экеблад и двоюродной сестрой Х. А. Ферзена. Искренне любившая мужа, Гедвига неоднократно ходатайствовала за него перед монархами. В 1797 г. испросила у короля позволения вернуться с мужем в Швецию, в 1799 году была назначена воспитательницей королевских детей, занимала эту позицию до 1803 года. После перехода Армфельта на российскую службу его жена Гедвига Понтусовна была пожалована в статс-дамы. С 1814 г. кавалерственная дама ордена св. Екатерины. Овдовев, вернулась в Швецию.
У супругов родились дочь и семеро сыновей, из которых след в истории оставили двое:
- Густав (1793—1856) — генерал-лейтенант, нюландский и вазаский губернатор, член Финляндского сената.
- Александр (1794—1875) — на протяжении 30 лет министр и статс-секретарь Финляндии; дед Александры Армфельт.
- Магнус (1797—1878) — генерал-майор, на протяжении 20 лет председатель Верховного военного суда финских войск.

И до, и после вступления в брак у Армфельта было множество романов на стороне. В романе «Война и мир» Наполеон аттестует его как «развратника и интригана». В 1785-1793 годах Армфельт состоял в связи с графиней Магдаленой Руденшёльд (1766-1823), которая вместе с ним была приговорена к смертной казни (см. выше).
От связи с парижской актрисой мадмуазель д'Эклер имел внебрачного сына Морица Клерфельта (Mauritz Clairfelt, 1780-1841), которому удалось сделать весьма успешную карьеру в шведской армии.
Дочери от связи с Вильгельминой Курляндской — Мина (1798—1863) и Вава (1801-1881) — были взяты на воспитание его родственниками из семьи Армфельтов.

## Награды
Шведские:
- Орден Серафимов (22.11.1790)

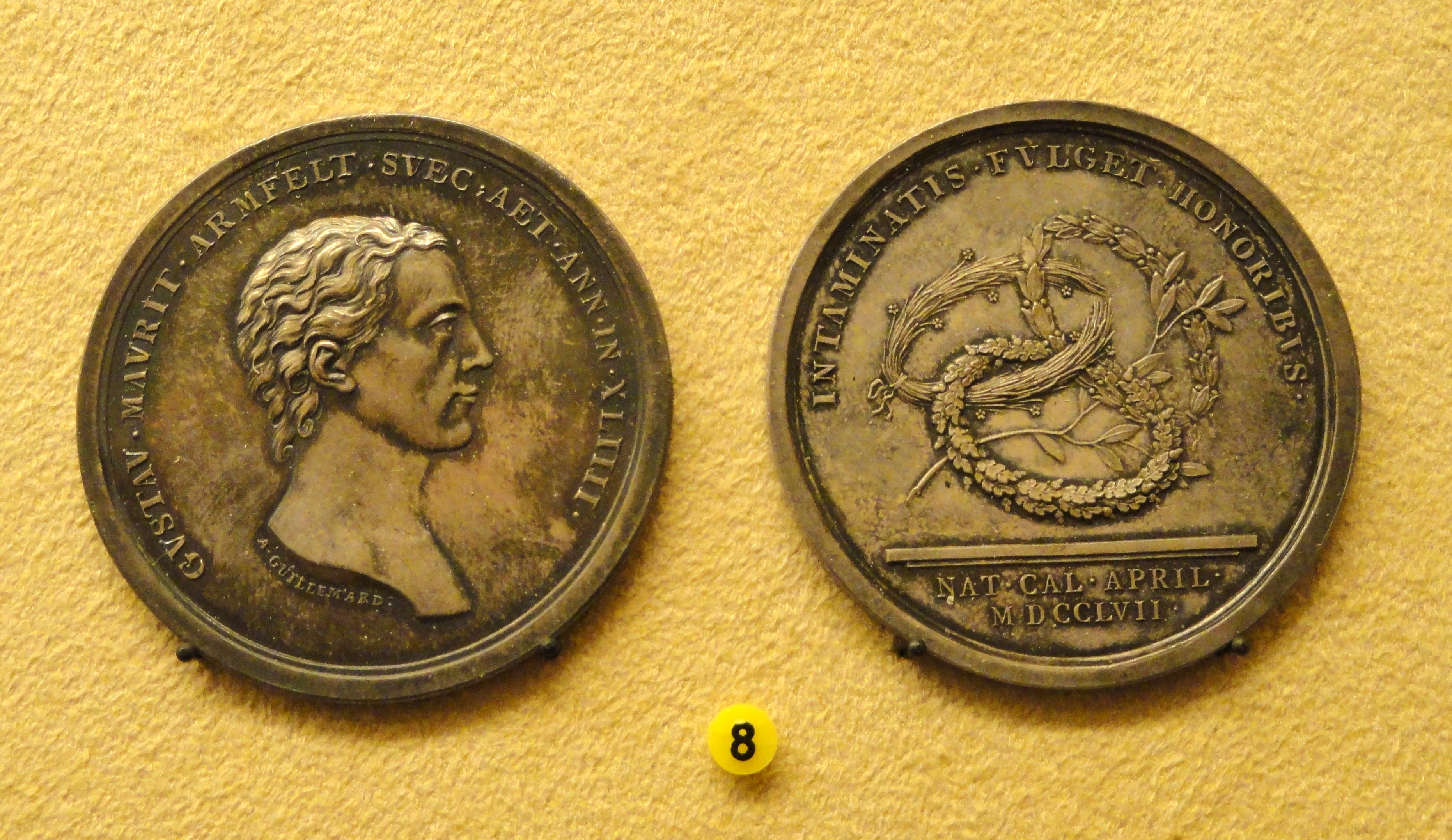
Медаль, выбитая в честь Армфельта в 1800 году

- Орден Меча, большой рыцарский крест с брошью в виде меча (09.06.1790)

Российские:
- Орден Святого Андрея Первозванного (08.09.1790)
- Орден Святого Александра Невского (08.09.1790)

Иностранные:
- Датский орден Слона (1785)
- Прусский орден Святого Иоанна Иерусалимского

Когда в 1794 году Армфельта лишили всех шведских наград, высший суд Дании, по традиции находившейся со Швецией во враждебных отношениях, заявил, что не видит в действиях Армфельта состава преступления и отказался удовлетворить требование шведского правительства о том, чтобы награждение Армфельта большим крестом ордена Слона было отменено, а сам орден был бы конфискован.